# Dilbu
Dilbu, nebo také tibetský zvonek je etnický nástroj pocházející pravděpodobně z Indie.

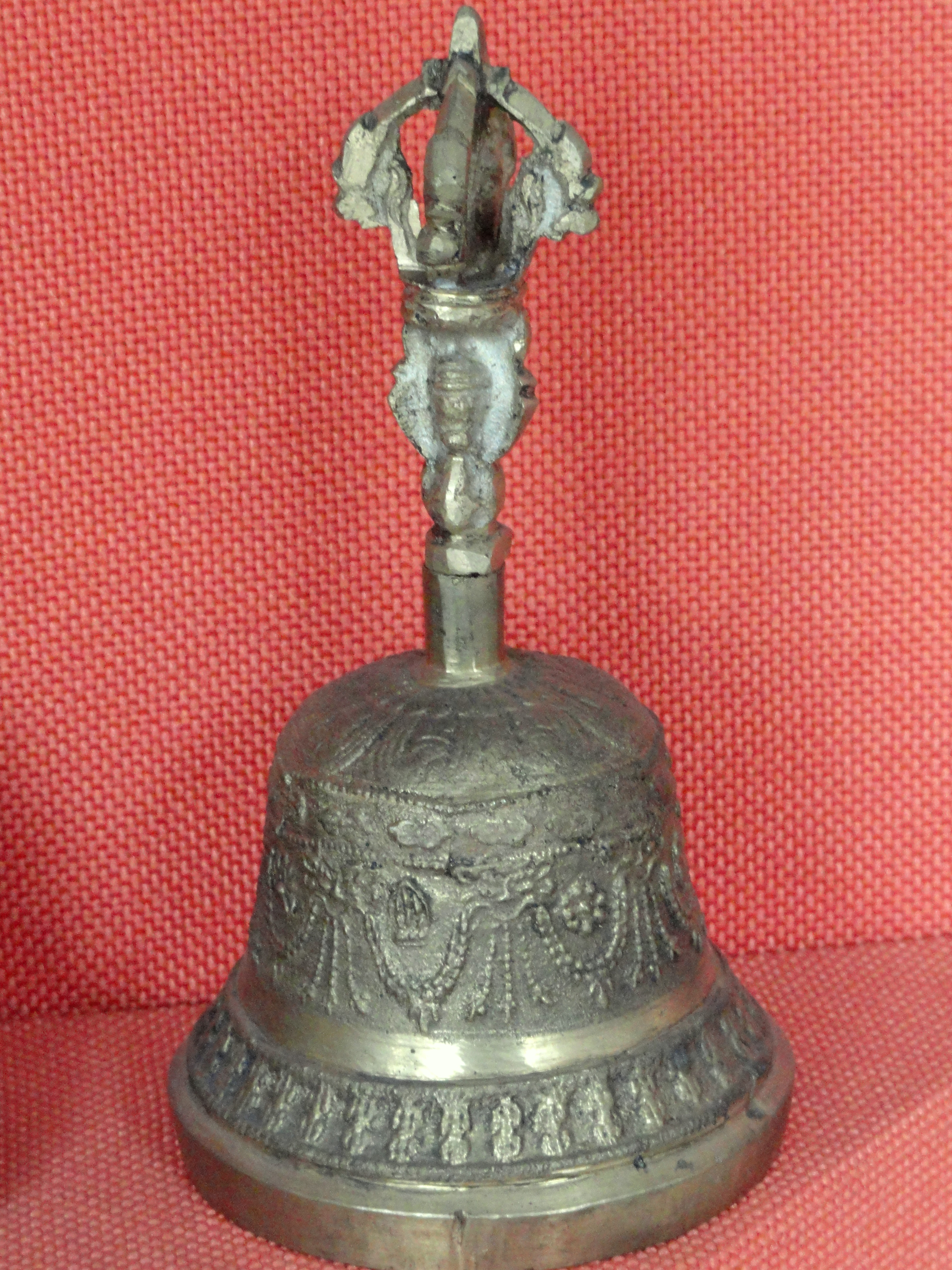
Tibetský zvon Dilbu

## Rozšíření
Společně s Vadžrou jsou velmi rozšířeny jak v hinduisticky, tak buddhisticky orientovaných náboženstvích a zemích. V dnešní době začínají být stále oblíbenější i v západním světě, bohužel turisté navštěvující východní země často berou dilbu a vadžru pouze jako suvenýry z cest a nechápou jejich význam a správné použití.

## Složení a symbolika zvonu
Skládá se ze dvou částí, které jsou do sebe přišroubené. Horní částí je rukojeť ve tvaru poloviny dordže, pod kterou je často vyobrazena hlava bódhisattvy Avalókitéšvary. Tato část symbolizuje mužskou energii či princip a nejčastěji je vyrobena z mosazi. Dolní část je samotný zvonek. Dolní část představuje ženskou energii či ženský kosmický princip. Uvnitř zvonku je zavěšeno jeho srdce, které vytváří zvuk zvonu. V dřívějších dobách bylo srdce odléváno z meteorického železa, ale dnes je téměř vždy nahrazováno zemským železem. Dilbu se drží vždy v levé ruce, vadžra vždy v pravé. Spolu vytvářejí symbol sjednocení cíle a cesty k cíli.

## Použití v léčitelství
V buddhistických a hinduistických chrámech v Tibetu, Indii, Bhútánu a v jiných zemích, se ještě stále věří na léčivou moc dilbu a vadžry. Používají se k očistě těla, ducha, mysli, nebo také prostoru před meditací a jako účinná meditační pomůcka. V léčitelství jsou považovány za silné energetické zářiče. Odstraňují bloky v energetickém systému člověka a naplňují ho energií. Zvonek sám se dá použít k odvádění disharmonické a přivádění harmonické energie. Ruší také geopatogenní zóny.

## Způsob hraní
Na zvonek se hraje buď jeho rozhoupáním, nebo se tře o jeho okraj dřevěnou paličkou případně dřevěnou paličkou obalenou kůží. Při hraní paličkou vzniká dlouhý táhlý zvuk.